# Анабиоз
Анабио́з (от др.-греч. ἀνα-βίωσις, ἀνα-βίωσεως «возвращение к жизни, воскрешение» ← др.-греч. ἀνᾰ- приставка со значением повторности + βίωσις, βίωσεως «жизнь») — временное замедление или прекращение жизненных процессов в организме под воздействием внешних или внутренних факторов. При этом жизненные процессы, такие как дыхание, сердцебиение и другие, замедлены настолько, что могут быть обнаружены только с помощью специальной аппаратуры.
Некоторые живые существа способны впадать в анабиоз в неблагоприятных для их жизни условиях. Самыми очевидными примерами анабиоза являются лиственные деревья и кустарники, которые осенью теряют листву и всю зиму стоят с голыми стволами и ветками, а весной вновь обрастают новыми листьями. 
Термин «анабиоз» был введён в употребление задолго раньше, чем его синоним «криптобиоз». Его использовали в работах и статьях, в связи с чем он стал характеризоваться как отдельный термин, по сути отличающийся от криптобиоза лишь образованием слова. 
Этот термин был предложен в 1873 году немецким учёным Вильгельмом Прейером в его сводке по исследованию феномена временного прекращения жизнедеятельности.
Анабиоз наблюдается при резком ухудшении условий существования (низкая температура, отсутствие влаги и др.). При наступлении благоприятных условий жизни происходит восстановление нормального уровня жизненных процессов. Наиболее устойчивы к высушиванию, нагреванию, охлаждению спорообразующие бактерии, грибы, простейшие (образующие цисту). У многоклеточных организмов замедление жизнедеятельности и её почти полная остановка вошли в нормальный цикл развития — семена, споры.
Мельчайшие организмы (например, эмбрионы до восьми клеток) могут быть криоконсервированы и потом восстановлены. Некоторые из них существуют в состоянии анабиоза до 13 лет. Российские биологи взяли более 300 образцов замерзшей почвы в арктической части Сибири и исследовали их, после чего в почве им удалось обнаружить двух нематод разных видов. Исследователи поместили их в чашку Петри с питательной средой при температуре около 20°C, после чего нематоды начали проявлять признаки жизни. Нематоды одного из видов, Panagrolaimus, были в образцах почвы возрастом 32 тыс. лет. Нематоды второго вида, Plectus, были в образце, радиоуглеродное датирование которого показало, что его возраст еще больше — 42 тыс. лет. Таким образом, нематоды поставили рекорд пребывания в анабиозе среди животных.
В состоянии анабиоза некоторые бактерии могут переносить понижение температуры до −250 °C.[уточнить]
Животные, впадающие в состояние анабиоза, могут терять половину и даже три четверти заключённой в тканях воды. Анабиоз по сравнению с оцепенением и спячкой сопровождается более глубоким подавлением жизнедеятельности.
Явление анабиоз при высушивании и охлаждении используется для приготовления сухих живых вакцин, длительного хранения клеточных культур, консервирования тканей и органов.

## Эксперименты

### Температурное индуцирование анабиоза
Понижение температуры вещества снижает химическую активность по уравнению Аррениуса. Это включает в себя такие жизненные процессы, как метаболизм.

#### Гипотермический диапазон
В июне 2005 года ученые Центра исследований проблем реаниматологии им. П. Сафара, Питтсбургского университета объявили о том, что им удалось погрузить собак в анабиоз и впоследствии вернуть их к жизни, практически без повреждений головного мозга. Для этого у животных была выкачана кровь и заменена инъекционным раствором, которым заполнили всю кровеносную систему для удержания живого организма в охлажденном состоянии. По окончании трёх часов клинической смерти кровь была возвращена в кровеносную систему, а сердцебиение было восстановлено электрическим разрядом. После чего сердце начало процесс кровообращения в нормальном режиме. Таким образом животные были возвращены к жизни.
20 января 2006 года врачи Центральной больницы Бостона, штат Массачусетс, объявили о помещении свиней в анабиоз подобным методом. Свиньям была проведена анестезия и сымитирована кровопотеря с помощью скальпеля, как при тяжелых травмах (например, проколотая аорта, как это могло бы произойти в автокатастрофе или при огнестрельном ранении). После того, как свиньи потеряли приблизительно половину их крови, остающаяся кровь была заменена охлажденным физиологическим раствором. После того как температура тела достигла 10 ° C (50 ° F) поврежденные кровеносные сосуды были восстановлены, и кровь была возвращена. Этот метод был проверен 200 раз с 90%-м показателем успешности.
С мая 2014 года команда ученых из пресвитерианской Больницы UPMC в Питтсбурге планирует опробовать вышеупомянутый метод на жертвах огнестрельного оружия (или на тех, которые страдают от подобных травм и повреждений). Испытания будут проведены на десяти таких тяжелораненых пациентах. Результаты их выживаемости будут сравнивать с десятью аналогичными пациентами, у которых не было доступа к вышеупомянутому методу. В настоящее время эта процедура будет использоваться при экстренной криоконсервации и в реаниматологии.

#### Криогенный диапазон
Это понятие носит теоретический характер и часто воспринимается неверно. Человек не способен пережить анабиоз при криогенных (экстремально низких) температурах из-за повреждений в результате кристаллизации воды в организме. Пределы современной технологии и техники также недостаточны для предотвращения потери жизнеспособности клеток. Специалисты в области крионики работают над технологиями, принципиально отличающимися от парадигм анабиоза. 
Анабиоз отличается от крионики, поскольку не требует "презумпцию невиновности" в отношении технологий будущего. Он работает сразу и очевидно. Медицинское использование анабиоза внушает оптимизм в плане излечения болезней.
Брайан Вовк
Для полноценной реализации анабиоза необходим надёжный метод для предотвращения повреждения клеток. Вследствие охлаждения и других физических ограничений в сочетании с токсичностью криопротектора, успешную витрификацию в лаборатории можно реализовать только для небольшого количества тканей. Также существуют лишь ограниченные доказательства того, что это в принципе возможно, потому что только мельчайшие организмы могут быть подвергнуты безопасной заморозке и витрификации. Исследования по свободноживущей нематоде показали, что воспоминания могут быть восстановлены, и такие организмы могут пережить витрификацию приблизительно с 100%-ми показателями успешности.

### Химическое индуцирование
22 апреля 2005 года в научном журнале Science была опубликована статья, сообщающая об успешной симуляции гипотермического анабиоза у мышей. Полученные данные имеют большое значение, так как мыши не впадают в спячку в природе. Лаборатория Марка Б. Рота в Центре Исследований рака Фреда Хатчинсона в Сиэтле, штат Вашингтон, поместили мышей на 6 часов в камеру, наполненную смесью, в которой на миллион частиц воздуха приходилось 80 частиц сероводорода. Температура тела мышей снизилась до 13 °C и обмен веществ замедлился в 10 раз, что определили по выработке углекислого газа и потреблению кислорода.
Они также вызвали гипоксию на эмбрионах нематоды и эмбрионах рыбы Данио-рерио, погрузив их в многочасовой анабиоз с последующей реанимацией кислородом.
Центральная больница Массачусетса в Бостоне по тому же методу провела гибернацию мышей. Их сердечный ритм замедлили с 500 до 200 ударов в минуту, частота дыхания упала со 120 до 25 дыхательных движений в минуту, а температура тела понизилась до 30 °C (естественный: 39 °C). После двух часов дыхания воздухом без сероводорода состояние мышей вернулось в норму. Необходимы дальнейшие исследования для понимания, оказывает ли газ
разрушающее воздействие на мозг, принимая во внимание, что влияние сероводорода на организм подобно водородному цианиду; это не замедляет скорость метаболизма, а скорее запрещает передачу энергии в клетке через АТФ.
Эксперименты на овцах под снотворным и на частично вентилируемых под наркозом свиньях не увенчались успехом. Предположительно, что в случае с крупными млекопитающими это может оказаться неосуществимым. Во всяком случае долгосрочный анабиоз не был реализован.

## Анабиоз человека
Работы по анабиозу человека пока находятся в начальной стадии теоретических разработок и опытов над животными. Но первые успехи по погружению в анабиоз теплокровных животных, в частности, мышей, позволяют предполагать, что принципиальных препятствий для осуществления анабиоза человека не существует.
Погружение космонавтов в анабиоз было предложено как один из способов для длительного межзвёздного или межгалактического путешествия человечества. В таком случае отпадает необходимость в корабле поколений. Нужны лишь «смотрители», контролирующие наибольшую часть замороженного населения корабля. Это позволит значительно экономить ресурсы, необходимые для поддержания жизнедеятельности экипажа и пассажиров.
С 1970-х искусственно вызванная гипотермия была использована для некоторых кардиохирургических операций, как альтернатива аппаратам «искусственное сердце — лёгкие». Однако охлаждение обеспечивало ограниченное количество времени для работы, и существовал риск повреждения тканей и головного мозга.
В настоящее время создано много научно-исследовательских проектов, изучающих как вызвать «искусственную спячку» в организме человека. Это погружение в состояние анабиоза будет также очень полезным по целому ряду причин, таких как спасение жизни тяжелобольных или травмированных людей. Состояние глубокой гипотермии поможет выиграть время при ожидании медицинской помощи.
Примеры выживания людей, находившихся длительное время в состоянии гипотермии:
- 1999 год. Анна Богенхольм, шведский рентгенолог, пробыла в ледяном озере подо льдом в течение 40 мин в состоянии гипотермии. Её температура тела снизилась до 13,7 °C. После реанимационных мероприятий пришла в себя практически без повреждений головного мозга.
- 2001 год. Пауль Хинек, двухлетний ребёнок провалился в сугроб, температура тела снизилась до 18 °C. Провел так несколько часов в состоянии гипотермии. Все функции организма восстановились полностью.[19]
- 2006 год. Мицутака Утикоси, 35-летний японец, провел 24 дня без еды и воды, впав в состояние «спячки». Мужчина пропал в горах, когда его нашли, процесс обмена веществ в его организме практически остановился, пульс пропал, температура тела достигла 22 °C. Врачи предположили, что он впал в состояние гипотермии на ранней стадии. Функции его мозга восстановились на 100 %.[20]
- 2015 год. Джон Смит. 14-летний мальчик провалился под лед и провел под водой 15 минут, прежде чем спасатели извлекли его из воды. Несмотря на отсутствие сердцебиения, после реанимационных мероприятий в течение 45 минут мальчика вернули к жизни.[21]

## В культуре
- Ни жизнь, ни смерть (1926, СССР)
- Гость из бездны (1961, СССР)
- м/с «Футурама» (1999, США)
- х/ф «Идиократия» (2006, США)
- т/с «1899» (2022, Германия)

## В науке
- научно-популярный фильм  « Узники Пермского моря» (1970,СССР)
- Биологи "воскресили" споры морских микробов возрастом более 100 млн лет
- Обнаружены следы древней жизни на рекордной глубине